# Годфроа II (Анжу)
Годфроа II Мартел (на френски: Geoffroy II d’Anjou, dit Martel; * 14 октомври, 1006, Лош, Франция; † 14 ноември 1060, Анже, Кралство Франция), от Първи Дом Анжу (Ингелгериди, Ingelgeriden), е граф на Анжу (1040 – 1060), граф на Тур (1044 – 1060), граф на Вандом (1032 – 1056).

## Биография
Син е на Фулк Черния и втората му съпруга Хилдегард († 1046).
Годфроа II води продължителни войни с Аквитания, Блоа и Нормандия. Жени се четири пъти, но няма деца. Накрая на живота си влиза в манастир „Св. Никола“ в Анже, където през 1060 г. умира и е погребан. Наследен е от племенника си Годфроа III Брадатия от рода на Плантагенетите.

## Бракове
∞ 1. на 1 януари 1032 г. с Агнес Бургундска († 1068), дъщеря на граф Ото Вилхелм от Бургундия и вдовица на херцог Вилхелм V ot Аквитания. Той се разделя с нея между 1049 и 1052 г.
∞ 2. с Адела, дъщеря на „граф Одо“ (вероятно Одо II от Блоа)
∞ 3. с Грейс, вдовица на неговия придружител Berlay de Montreuil
∞ 4. с Аделхайд, наричана le Teutonne (немкинята).